# Lexikografie
Lexikografie (z řeckého lexikon slovník a graphein psát), česky také slovníkářství, je disciplína jazykovědy, která se zabývá teorií a praxí zpracování slovní zásoby jazyka ve slovnících.

## Významní lexikografové

### Významní čeští lexikografové
Přehled významných českých lexikografů v abecedním pořadí:
- František Čermák, autor čtyřdílného Slovníku české frazeologie a idiomatiky, nizozemsko-českého, česko-laoského, česko-finského a finsko-českého slovníku a Frekvenčního slovníku češtiny a spoluautor publikace Manuál lexikografie
- Josef Dobrovský, autor německo-českého slovníku
- Josef Dubský, autor španělsko-českého slovníku
- Josef Filipec, spoluautor česko-ruského slovníku a Slovníku spisovné češtiny
- Jan Gebauer, autor Slovníku staročeského (dokončen Emilem Smetánkou)
- Karel Hais, spoluautor anglicko-české slovníku (spolu s Břetislavem Hodkem)
- Bohuslav Havránek, hlavní redaktor Slovníku spisovného jazyka českého
- Břetislav Hodek, spoluautor anglicko-české slovníku (spolu s Karlem Haisem)
- Karel Horálek, autor rusko-českého slovníku
- Josef Janko, autor německo-českého slovníku
- Josef Jungmann, autor česko-německého slovníku
- Aleš Klégr, autor Tezauru jazyka českého a Česko-anglického slovníku spojení: podstatné jméno a sloveso
- Jiří Kraus, autor Akademického slovníku cizích slov
- Olga Martincová, autorka slovníků neologismů
- Karel Oliva, autor polsko-českého slovníku
- Emil Smetánka, spoluautor Gebauerova Slovníku staročeského
- Hugo Siebenschein, autor německo-českého a česko-německého slovníku
- František Špatný, autor terminologických slovníků v oblasti zemědělství, lesnictví, myslivosti a řemesel
- Josef Franta Šumavský, spolupracovník Josefa Jungmanna, sestavil česko-německý slovník a druhé vydání německo-českého, pokoušel se i o všeslovanský slovník
- Marie Vachková, zakladatelka a vedoucí projektu Velkého německo-českého akademického slovníku
- Václav Vlasák, autor francouzsko-českého a česko-francouzského slovníku
- Jan Volný, autor německo-českého a česko-německého slovníku

### Významní světoví lexikografové
- Juozas Balčikonis, významný litevský lexikograf
- Konrad Duden, autor pravopisného slovníku němčiny
- Friedrich Kluge, autor etymologického slovníku němčiny
- Daniel Sanders, významný německý lexikograf
- Noah Webster, autor slovníku americké angličtiny
- Herbert Ernst Wiegand, teoretik lexikografie